# Карме Кортес
Карме Кортес-і-Йядо, ісп. Carme Cortès i Lladó (*1892, Санта-Кулома-де-Граманет, Іспанія — 1979, Мехіко, Мексика) — іспанська художниця.
Почала вивчати музику у майстрів Енріке Ґранадоса та Феліпа Педрея, дала свій перший концерт в 1910. Потім навчалася у Вищій школі мистецтв, де керував Франсеск Ґалі, і повністю присвятила себе живопису.
Вступила в шлюб з Хауме Аїґуадер-і-Міро (каталанським політиком-республіканцем, депутатом Уряду Республіки та мера Барселони). Після перемоги повстання під час війни виїхала спочатку у Францію, а в 1941 у Мексику. Створила Школу візуальних мистецтв в університет Монтеррей Новий Леон.